# شیمبرگ
شیمبرگ (به آلمانی: Schimberg) یک شهر در آلمان است که در آیشسفلد واقع شده‌است. شیمبرگ ۲٬۳۸۷ نفر جمعیت دارد.

## خواهرخوانده
شهر Stadecken-Elsheim خواهرخواندهٔ شیمبرگ هست.